# Les Sentiments du prince Charles
 (avril 2023).
Si vous disposez d'ouvrages ou d'articles de référence ou si vous connaissez des sites web de qualité traitant du thème abordé ici, merci de compléter l'article en donnant les références utiles à sa vérifiabilité et en les liant à la section « Notes et références ».
 (novembre 2018).
- Si vous ne connaissez pas le sujet, laissez ce bandeau (vous pouvez alors contacter les auteurs).
- Si vous supprimez le contenu mis en cause (vous pouvez préalablement contacter les auteurs),

argumentez précisément cette suppression dans la page de discussion
(un manque de référence n'est pas un argument ; une recherche réelle de référence doit avoir été effectuée, être formellement documentée).
Les Sentiments du prince Charles est une bande-dessinée de l'autrice suédoise Liv Strömquist. Elle est publiée en 2010 en Suède (sous le titre original : Prins Charles Känsla) et en 2012 en France, dans la collection Le signe noir des éditions Rackham.
Liv Strömquist y dénonce avec ironie la société patriarcale et ses théories, références sociologiques et psychanalytiques, résultats d’enquêtes, mais aussi pop-culture. Elle utilise des histoires de couples célèbres, comme le prince Charles de Galles et Lady Diana, Whitney Houston et Bobby Brown, mais aussi Carrie Bradshaw et Mr Big dans la série Sex and the City.

## Thèse
Le roman graphique mêle humour et sociologie. Elle propose un essai sur les relations amoureuses hétérosexuelles et sur la différence de perception dans les comportements formatés dès le plus jeune âge. L’auteure dénonce les stéréotypes de genre, la société patriarcale et une vision de l’amour comme nouvelle religion. C'est la théorie d’Ulrich Beck et Elisabeth Beck-Gernsheim pour qui la foi en l’amour aurait remplacé la foi en une religion. Les relations hommes-femmes seraient vouées à l’échec, par le comportement précis qui est imposé à chaque sexe et qui creuse un fossé émotionnel. L'auteure plaide pour la libération des corps et des consciences.

## Résumé
L’auteure reprend Eckhart Tolle, selon qui il ne doit y avoir aucune violence dans la relation amoureuse ou cette dernière se transforme en relation d’égo et de dépendance, l’égo amenant à une domination et manipulation pour garder le pouvoir. La vision de l’amour des hommes serait une relation basée sur l’égo, celle des femmes serait du côté du don de soi. Mais hommes et femmes n’auraient aucune liberté, seulement une illusion de celle-ci. Résulte de cette différence de vision de l’amour le système patriarcal qu'elle aborde sous plusieurs angles.[réf. nécessaire]

### Historicité du mariage et du droit de propriété sur le corps
Randall Collins affirme que vivre en couple accorde à l’homme un droit de propriété sur le corps de sa femme dans notre société. Liv Strömquist explique qu’historiquement, ce droit était un acquis définitif. Si, aujourd’hui, la virginité de la femme n’est plus obligatoire, et le divorce possible, la femme appartient toujours à l’homme : l’adultère reste une « limite » sociale à ne pas franchir.
Depuis le dix-neuvième siècle, le mariage est un acte d’amour. La fidélité sexuelle fait partie intégrante de l’amour. S’est développée une attitude prude par rapport au sexe, car la société dominée par les hommes oblige les femmes à se marier pour subsister. Ces dernières n'ont qu'une seule « monnaie d’échange » : le sexe. Il est une marchandise, à laquelle la virginité donnait de la valeur. Le mariage comme pacte financier ou acte d'amour est donc toujours un échange économico-sexuel, et pour Claude Lévi-Strauss, il est une passation de la femme, un échange des femmes entre hommes,.

### Les stéréotypes de genre
L’auteure dénonce le patriarcat et sa manière de se pérenniser par les stéréotypes de genres.[réf. nécessaire]
Elle montre que la culture a sa part de responsabilité dans l’installation du patriarcat comme système, et prend l’exemple d'acteurs comiques qui ont du succès par leur misogynie, ce qui contribue à immiscer le patriarcat dans la conscience du public.[réf. nécessaire]
Elle prend appuie sur la théorie de Nancy Chodorow pour montrer que notre société produit des stéréotypes de genre. Selon Chodorow, le modèle de famille hétéronormatif au stéréotype patriarcal provoquerait des troubles psychiques sur les enfants car il imprègne de l’idée que féminité et masculinité sont opposées et qu’il faut se référer au parent du même sexe. Le garçon doit s’identifier à l’indépendance du père et rejeter tous les attributs rattachés culturellement à la femme ; la fille doit s’identifier à la mère . Pour la psychanalyste Lynne Layton ce système persiste car la femme se construit par le regard d’autrui qui la rend vulnérable et l’empêche de mettre en avant ses besoins. Elle ne peut donc acquérir l’indépendance dévolue à l'homme qu’en se mariant, ce qui lui donne de l’estime d'elle-même, bien que l’homme la maintienne dans une distance affective. Les femmes ont donc besoin des hommes pour acquérir ce que le sexisme de la société ne leur donne pas et par-là l’homme bénéficie d’un statut social privilégié. Mais l’homme n’est pas plus indépendant car pour l'être il a besoin d'une femme disponible pour lui (théorie de la psychanalyste Jessica Benjamin).[réf. nécessaire]
Strömquist dénonce cela par l’humour en imaginant une cérémonie pour récompenser les hommes qui se sont construits grâce à des femmes sans les traiter à leur juste valeur. Elle récompense Karl Marx qui avait une servante (Helene Demuth) qu’il obligeait à avoir des relations sexuelles avec lui et à s’occuper de sa femme, Jenny Marx, qui était alitée et était la coauteur du Manifeste mais n’a jamais été reconnue comme telle.[réf. nécessaire]
Elle récompense aussi Albert Einstein qui a fait toutes ses recherches avec sa première femme, Mileva Marić, et qui la quitta en se faisant passer comme le seul génie. Ce phénomène commun de minimisation, voire de déni de la contribution des femmes à la recherche scientifique, a été théorisé par Margaret W. Rossiter sous le nom d'effet Matilda.
Le pendant de cette cérémonie est la remise du « prix bobonne », car pour la politologue Anna G. Jónasdóttir le patriarcat subsiste toujours car il se nourrit de la relation amoureuse dans laquelle les hommes s’approprient plus la force des femmes qu’ils n’en donnent. La société est conditionnée par un concept moral : les femmes ont l’esprit de sacrifice, elles assument seules les pratiques de soin et renoncent à leurs propres intérêts[réf. nécessaire].
Ce sujet peut être relié à la dénonciation de la charge mentale dans la bande dessinée Fallait demander d'Emma,. En résulte une relation d’exploitation. Les hommes abusent de la force de l’amour des femmes et en profitent pour les dominer dans les sphères privée et publique. Strömquist prend l’exemple de Nancy Reagan, devenue le garde-malade de son mari. Elle va plus loin : quand la femme est malade, l’homme se fait plaindre et laisse quelqu'un d’autre s’occuper de sa femme.

### Le pouvoir de l'homme dans le couple
Strömquist part du principe que la supériorité des hommes sur les femmes au sein du couple est dû au manque de confiance des femmes en elles-mêmes. Elles dépendent de la confirmation des hommes qui le savent et savent qu’être repoussé provoque chez la femme un besoin encore plus grand d’approbation, et en jouent. L’auteur Neil Strauss appelle ça le « neg hits » (signifiant littéralement en français « ripostes négatives ») dans son manuel de la drague The Game dont l'objectif est de porter un coup à l'amour propre de la femme en prétendant être intéressé par elle. Beaucoup de sites sur l'art de séduire reprennent aujourd'hui cette technique, la décrivant comme « ayant fait ses preuves ». Les femmes ne ressentent rien pour ces hommes, mais ont besoin qu’ils aient envie d’elles, leur existence est dépendante de leur approbation.[réf. nécessaire]
L’auteure approfondit son propos en prenant l’exemple de Whitney Houston et de sa relation empoisonnée avec Bobby Brown pour parler de ces hommes qui, en se comportant de manière odieuse puis affectueuse, créeraient un lien traumatique avec une victime qui internaliserait la conception de la réalité de son agresseur, se flagellant d’être la responsable du malheur de l’autre. Ces relations créent de la haine qui cohabite avec l’amour, la culpabilité et la compassion qui pousse à ne pas quitter l’autre. Ce type de relation fait vivre dans l’ombre de l’autre dont il faut s’éloigner pour retrouver de la force.[réf. nécessaire]
En effet, à partir du résultat d'une étude sur les changements à la suite d'une séparation, l'auteure démonte les idées reçues et montre que la femme célibataire est plus heureuse et plus confiante qu'en couple, car le couple lui dévore sa force. De même, l’homme n’est pas emprisonné dans le mariage et a le plus de changements négatifs du point de vue relationnel, professionnel, de la confiance en soi après une séparation. L'indépendance de l'homme ne lui est donnée que par la relation qu’il entretient avec une femme qui est disponible et pourvoie à ses besoins. Il a le pouvoir dans le couple, mais c’est celui qui a le plus besoin du couple, son pouvoir est donc relatif.[réf. nécessaire]

### Critique de la société
L’homme est individualiste et la société l’est de plus en plus ce qui rend les relations amoureuses sur le long terme presque impossibles car elles demandent des compromis perçus comme des sacrifices au développement personnel. Selon le sociologue allemand Jürgen Habermas, vivre dans une société capitaliste nous amène à considérer l’humain comme une marchandise et à consommer les partenaires. Le capitalisme et l’égo font que nous considérons ceux qu’on aime comme nos biens. Strömquist a une vision pessimiste de la société et des relations amoureuses : l’amour serait un rite social et l’expression d’un manque qui conduirait l’homme à ne pas se passer de la femme tout en la frustrant par son égocentrisme, et la femme à s’oublier pour le soin de l’homme[réf. nécessaire].

### Adaptation théatrale
Les Sentiments du prince Charles a été adapté au théâtre en Suède puis à Genève au Théâtre du Loup en 2021 par la Compagnie L'Hydre Folle.